# Marcin Sapa
Marcin Sapa (født 10. februar 1976 i Konin) er en polsk tidligere professionel cykelrytter.